# Air Link International Airways
Air Link International Airways is een Filipijnse luchtvaartmaatschappij met haar thuisbasis in Pasay City, Manilla.

## Geschiedenis
Air Link International Airways werd op 10 oktober 1983 opgericht en begon met vliegen in 1984.

## Vloot
De vloot van Air Link International Airways bestaat uit: (maart 2013)
- 1 Namc YS-11A-100